# Haruka Kudo
Haruka Kudo (工藤 遥 Kudō Haruka, nascută pe 27 octombrie 1999 în Prefectura Saitama) este o actriță japoneză. Ea este fostă membră a trupei Morning Musume. Înainte de a ajunge la Morning Musume, Kudō a fost membră în programul Hello! Pro Egg. Kudo este cea mai tânără membră din istoria Morning Musume, alăturându-se trupei la vârsta de 11 ani și 11 luni, depășind recordul lui Ai Kago.

## Hello! Project trupe din care face ea parte
- Morning Musume (2011–2017)
- Hello! Project Mobekimasu (2011)
- Triplet (2014–2017)

## Discografie

### Cântece înMorning Musume
- "Pyoco Pyoco Ultra" (25 ianuarie 2012  (2012-01-25))
- "Ren'ai Hunter" (11 aprilie 2012  (2012-04-11))
- "One Two Three / The Matenrō Show" (4 iulie 2012  (2012-07-04))
- "Wakuteka Take a Chance" (10 octombrie 2012  (2012-10-10))
- "Help Me!!" (23 ianuarie 2013  (2013-01-23))
- "Brainstorming / Kimi Sae Ireba Nani mo Iranai" (17 aprilie 2013  (2013-04-17))
- "Wagamama Ki no Mama Ai no Joke / Ai no Gundan" (28 august 2013  (2013-08-28))
- "Egao no Kimi wa Taiyō sa / Kimi no Kawari wa Iyashinai / What is Love?"  (29 ianuarie 2014  (2014-01-29))
- "Toki o Koe Sora o Koe / Password is 0" (16 aprilie 2014  (2014-04-16))
- "Tiki Bun / Shabadaba Dū / Mikaeri Bijin" (15 octombrie 2014  (2014-10-15))
- "Seishun Kozo ga Naiteiru / Yūgure wa Ameagari / Ima Koko Kara" (15 aprilie 2015  (2015-04-15))
- "Oh My Wish! / Sukatto My Heart / Ima Sugu Tobikomu Yūki" (19 august 2015  (2015-08-19))
- "Tsumetai Kaze to Kataomoi / Endless Sky / One and Only" (29 decembrie 2015  (2015-12-29))
- "Utakata Saturday Night / The Vision / Tokyo to Iu Katasumi" (11 mai 2016)
- "Sexy Cat no Enzetsu / Mukidashi de Mukiatte / Sou Janai" (23 noiembrie 2016)
- "Brand New Morning / Jealousy Jealousy" (8 martie 2017)
- "Jama Shinaide Here We Go / Dokyuu no Go Sign / Wakaindashi" (4 octombrie 2017)

### DVD-uri
- Kūkan Jelly "Ima ga Itsuka ni Naru Mae ni" (空間ゼリー『今がいつかになる前に』?) (空間ゼリー『今がいつかになる前に』?) (February 2011)[5]